# Kościół św. Kazimierza i klasztor Sióstr Miłosierdzia we Lwowie
Kościół św. Kazimierza i klasztor Sióstr Miłosierdzia we Lwowie – jest położony przy ul. Krzywonosa 1 (ukr. вул. Кривоноса М., 1) (przed 1945 ul. Teatyńska).

## Historia kościoła i klasztoru Ojców Reformatów
Pierwszy klasztor dla franciszkanów-reformatów oraz drewniany kościół pod wezwaniem św. Rocha i św. Katarzyny ufundował w 1630 roku starosta lwowski Andrzej Mniszech. Plac pod budowę klasztoru ofiarowali Daniłowiczowie. Zabudowania spłonęły w 1648 w czasie oblężenia Lwowa przez wojska Bohdana Chmielnickiego.
Na miejscu spalonego kościoła i klasztoru wzniesiono w 1660 nowy kościół kosztem Mikołaja Bieganowskiego.
Kościół w planie był jednonawowy z prostokątną apsydą, murowany z cegły i ciosów kamiennych. Fasada główna w stylu barokowym, zdobiona była wysokim frontonem z wazonami kamiennymi i niszami z posągami świętych; na dachu nad ołtarzem zbudowano sygnaturkę. Do wejścia głównego dobudowano przedsionek z barokowym frontonem i wazonami kamiennymi.
Kościół konsekrował w 1664 arcybiskup Jan Tarnowski.  W kilka lat później ukończono także i klasztor. Fundatorami byli Mikołaj i Urszula Bieganowscy.
Klasztor lwowski był największym spośród dziesięciu istniejących w prowincji ruskiej reformatów pod wezwaniem Matki Boskiej Bolesnej.
W 1772, w momencie zajęcia Lwowa przez Austriaków w wyniku pierwszego rozbioru Polski w konwencie żyło 26 zakonników: 12 kapłanów, 10 kleryków i 4 braci zakonnych.
W 1782 wyniku reform józefińskich przeprowadzonych przez cesarza Józefa II władze austriackie przeniosły reformatów do klasztoru po karmelitach bosych, a w roku następnym przekazały ich kościół i klasztor siostrom miłosierdzia (szarytkom), które otworzyły Instytut Edukacji Ubogich Sierot.
Po 1945 kompleks przekazano jednostce wojskowej ministerstwa spraw wewnętrznych.